# خوسيه باولو بايس
خوسيه باولو بايس (بالبرتغالية: José Paulo Paes‏) هو كاتب وشاعر برازيلي، ولد في 22 يوليو 1926 في تاكواريتينغا في البرازيل، وتوفي في 9 أكتوبر 1998 في ساو باولو في البرازيل.